# Beaumont-Village
Beaumont-Village és un municipi francès, situat al departament de l'Indre i Loira i a la regió de Centre – Vall del Loira. L'any 2007 tenia 251 habitants.

## Demografia

### Població
El 2007 la població de fet de Beaumont-Village era de 251 persones. Hi havia 108 famílies, de les quals 36 eren unipersonals (8 homes vivint sols i 28 dones vivint soles), 40 parelles sense fills i 32 parelles amb fills.
La població ha evolucionat segons el següent gràfic:
Habitants censats

### Habitatges
El 2007 hi havia 151 habitatges, 115 eren l'habitatge principal de la família, 28 eren segones residències i 8 estaven desocupats. Tots els 151 habitatges eren cases. Dels 115 habitatges principals, 99 estaven ocupats pels seus propietaris, 12 estaven llogats i ocupats pels llogaters i 4 estaven cedits a títol gratuït; 2 tenien una cambra, 11 en tenien dues, 17 en tenien tres, 35 en tenien quatre i 50 en tenien cinc o més. 98 habitatges disposaven pel capbaix d'una plaça de pàrquing. A 53 habitatges hi havia un automòbil i a 50 n'hi havia dos o més.

### Piràmide de població
La piràmide de població per edats i sexe el 2009 era:
| Homes | Edats   | Dones |
| ----- | ------- | ----- |
| 0     | 95 o +  | 0     |
| 0     | 90 a 94 | 8     |
| 0     | 85 a 89 | 4     |
| 16    | 80 a 84 | 4     |
| 4     | 75 a 79 | 8     |
| 8     | 70 a 74 | 8     |
| 12    | 65 a 69 | 4     |
| 4     | 60 a 64 | 8     |
| 4     | 55 a 59 | 8     |
| 16    | 50 a 54 | 8     |
| 12    | 45 a 49 | 8     |
| 8     | 40 a 44 | 8     |
| 8     | 35 a 39 | 4     |
| 4     | 30 a 34 | 8     |
| 8     | 25 a 29 | 4     |
| 8     | 20 a 24 | 4     |
| 0     | 15 a 19 | 4     |
| 8     | 10 a 14 | 12    |
| 4     | 5 a 9   | 4     |
| 0     | 0 a 4   | 4     |

## Economia
El 2007 la població en edat de treballar era de 156 persones, 113 eren actives i 43 eren inactives. De les 113 persones actives 107 estaven ocupades (64 homes i 43 dones) i 6 estaven aturades (2 homes i 4 dones). De les 43 persones inactives 15 estaven jubilades, 14 estaven estudiant i 14 estaven classificades com a «altres inactius».

### Ingressos
El 2009 a Beaumont-Village hi havia 119 unitats fiscals que integraven 266,5 persones, la mediana anual d'ingressos fiscals per persona era de 15.343 €.

### Activitats econòmiques
Dels 12 establiments que hi havia el 2007, 1 era d'una empresa de fabricació d'altres productes industrials, 2 d'empreses de construcció, 2 d'empreses d'hostatgeria i restauració, 1 d'una empresa d'informació i comunicació, 2 d'empreses financeres, 1 d'una empresa de serveis, 2 d'entitats de l'administració pública i 1 d'una empresa classificada com a «altres activitats de serveis».
Dels 4 establiments de servei als particulars que hi havia el 2009, 1 era un taller de reparació d'automòbils i de material agrícola, 1 lampisteria, 1 perruqueria i 1 restaurant.
L'any 2000 a Beaumont-Village hi havia 15 explotacions agrícoles que ocupaven un total de 1.260 hectàrees.

## Poblacions més properes
El següent diagrama mostra les poblacions més properes.